# ماراثون بيروت
ماراثون بيروت، المعروف أيضًا باسم ماراثون بيروت الدولي ( B I M )، هو حدث سنوي يقام في بيروت، لبنان. تم تنظيم أول مهرجان B I M على الإطلاق في 19 أكتوبر 2003 واستقطب أكثر من 6000 عداء من 49 دولة وعشرات الآلاف من المشاهدين اللبنانيين والعالميين. [بحاجة لمصدر] زادت هذه الأرقام كل عام، وأبرزها وصلت إلى 32000 عداء من 71 دولة في ماراثون بلوم 2009، وأكثر من 47800 عداء في 2017. تم اعتماده مؤخرًا كسباق Silver Label Road من قبل I A A F.
ماراثون بيروت هو العضو المؤسس لماراثون رئيس الوزراء الآسيوي (A P M ) (موسم 2017-2018) مع ماراثون بكين وماراثون سيول.

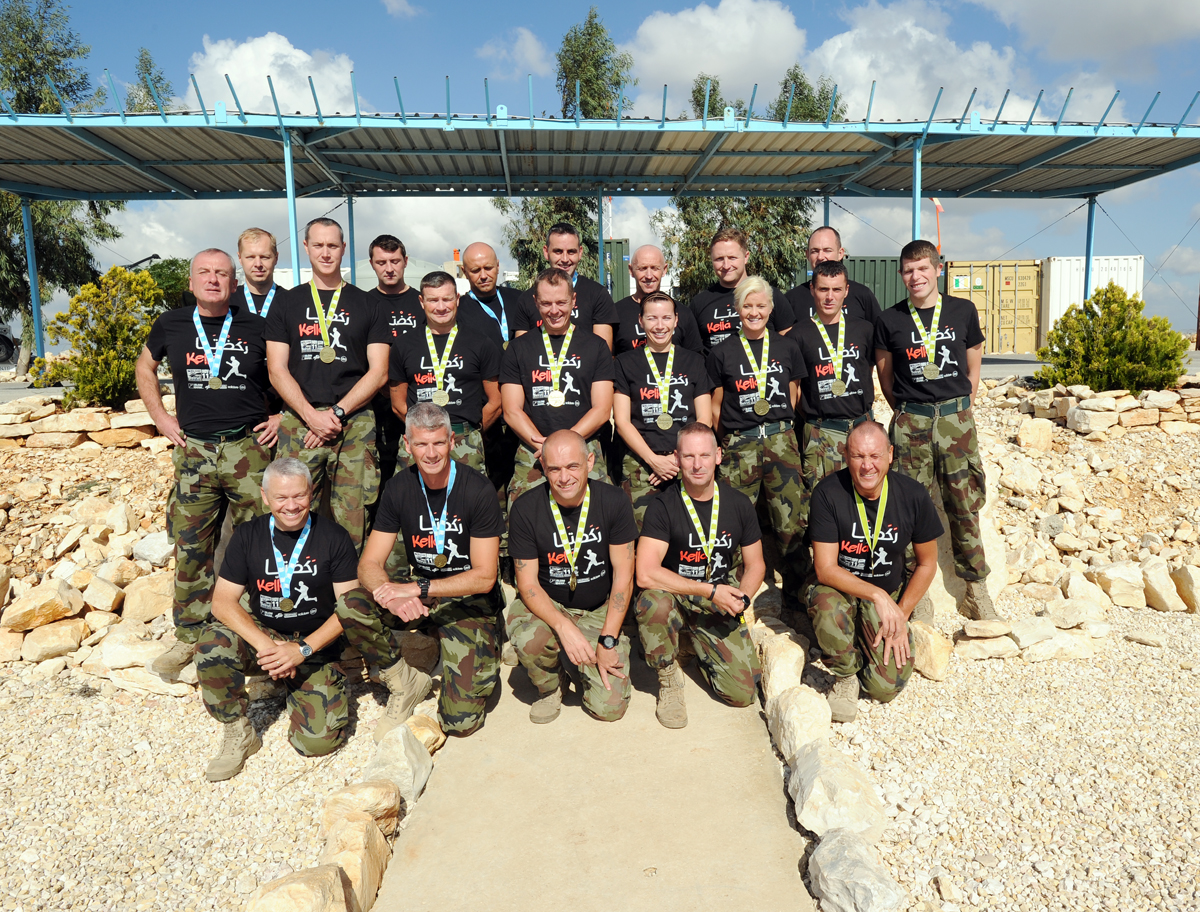
مجموعة من المتسابقين في عام 2012

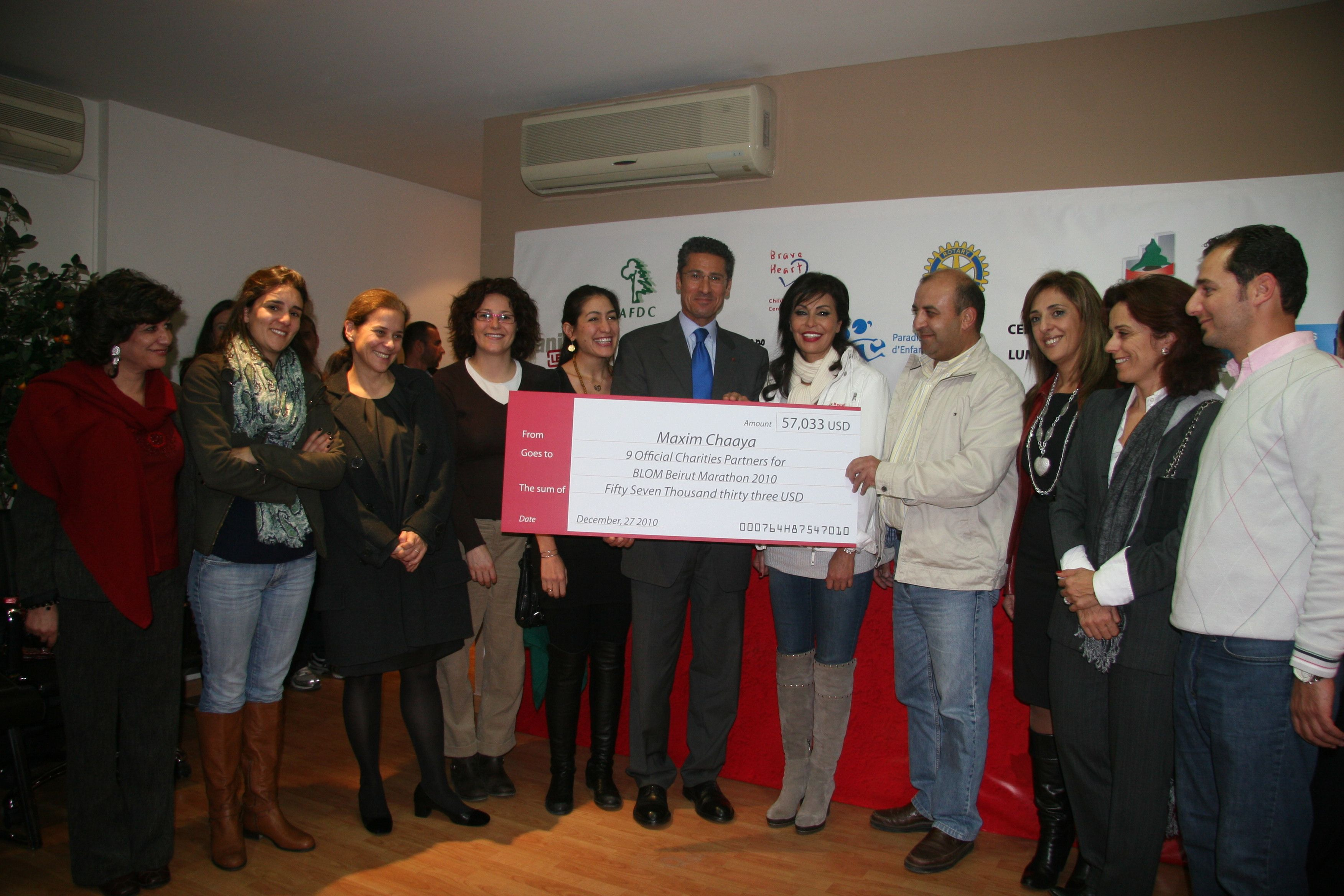
منظم ماراثون بيروت، مي الخليل (5.fr)، يتلقى شيكًا خيريًا (2010)

السباق، الذي أنشأته سيدة الأعمال مي الخليل، يحمل موضوع الوحدة في جوهره. الوصول إلى جميع جوانب الطيف السياسي في لبنان، وتشمل أحداث اليوم أيضا 3   كم سباق للنواب من أي ولاء سياسي، وكذلك أعضاء قوة الأمم المتحدة المؤقتة في لبنان المتمركزة في البلاد.  لا يزال الحضور والمشاركة في سباقات ماراثون بيروت ينمو سنوياً، ويستحق اهتمام وسائل الإعلام الوطنية والدولية. تدير هذه الماراثون جمعية ماراثون بيروت، وهي منظمة غير حكومية لا تبغي الربح مسجلة في وزارة الشباب والرياضة في لبنان. 
وفاز لاعب تنظيم ضربات القلب محمد تميم ببطولة سباق الرجال لعام 2010. حطم حسين عوضه الرقم القياسي اللبناني في السباق في ذلك العام، ليكمل المسافة في الساعة 2:20:31.  تم تغيير الدورة لجعلها أسرع وأسهل في تنظيم دورة 2011 وتم تحسين سجل الرجال والسيدات في ذلك العام ؛ تخطت سعيدة خضر أكثر من خمس دقائق من أفضل وقت للسيدات. 
برعاية بنك بلوم. 
تنظم جمعية ماراثون بيروت قريتهم السنوية التي ترعاها ترانسميد في عام 2017. سيتم فتح قرية ماراثون ترانسميد من 8 نوفمبر إلى 11 نوفمبر من 5 مساءً إلى 11 مساءً
تضم القرية معرضًا، وسوق سوق العقيل للأغذية، وبنك لبنان والمهجر ماراثون بيبي بيك، ومتحف السنة الخامسة عشرة، والتنشيطات والعديد من الأنشطة التي يقوم بها العارضون.

## الفائزون السابقون
| الإصدار     | السنة           | الرجال                     | الوقت (ث:د:س) | النساء                        | الوقت (ث:د:س) |
| ----------- | --------------- | -------------------------- | ------------- | ----------------------------- | ------------- |
| السادس عشر  | نوفمبر 11، 2018 | محمد العربي (المغرب)       | 2:10:41       | Medina Armino (إثيوبيا)       | 2:29:30       |
| الخامس عشر  | نوفمبر12, 2017  | Dominic Ruto (كينيا)       | 2:10:41       | Eunice Chumba (بحرين)         | 2:28:43       |
| الرابع عشر  | نوفمبر13, 2016  | Edwin Kiptoo (كينيا)       | 2:13:19       | Tigist Girma (إثيوبيا)        | 2:32:48       |
| اللثالث عشر | نوفمبر8, 2015   | Jackson Limo (كينيا)       | 2:11:04       | Kaltoum Bouaasayriya (مغرب)   | 2:36:05       |
| الثاني عشر  | نوفمبر 9, 2014  | Fikadu Girma (إثيوبيا)     | 2:12:26       | Mulahabt Tsega (إثيوبيا)      | 2:29:15       |
| الحادي عشر  | نوفمبر10, 2013  | William Kipsang (كينيا)    | 2:13:34       | Rehima Kedir (إثيوبيا)        | 2:36:47       |
| العاشر      | نوفمبر11, 2012  | Kedir Fekadu (إثيوبيا)     | 2:12:57       | Seada Kedir (إثيوبيا)         | 2:35:08       |
| التاسع      | نوفمبر27, 2011  | Tariku Jufar (إثيوبيا)     | 2:11:14       | Seada Kedir (إثيوبيا)         | 2:31:38       |
| الثامن      | نوفمبر7, 2010   | محمد تيمام (إثيوبيا)       | 2:16:43       | Etaferahu Tarekegne (إثيوبيا) | 2:41:15       |
| السابع      | ديسيمبر6, 2009  | محمد تيمام (إثيوبيا )      | 2:16:12       | Mihret Tadesse (إثيوبيا)      | 2:42:41       |
| السادس      | نوفمبر30, 2008  | Alemayehu Shumye (إثيوبيا) | 2:12:47       | Alemtsehay Hailu (إثيوبيا)    | 2:37:20       |
| الخامس      | نوفمبر 18, 2007 | Tamrat Elanso (إثيوبيا)    | 2:19:46       | Beyene Adenech (إثيوبيا)      | 2:41:24       |
| الرابع      | ديسيمبر3, 2006  | Moses Kemboi (كينيا)       | 2:17:28       | Eunice Korir (كينيا)          | 2:49:25       |
| الثالث      | نوفمبر13, 2005  | Francis Kamau (كينيا)      | 2:19:20       | Jane Omoro (كينيا)            | 2:42:19       |
| الثاني      | أكتوبر10, 2004  | Eshetu Bekele (إثيوبيا)    | 2:17:31       | Anastasia Ndereba (كينيا)     | 2:36:46       |
| الأول       | أكتوبر 19, 2003 | Paul Rugut (كينيا)         | 2:17:04       | Jackline Torori (كينيا)       | 2:42:29       |

## وصلات خارجية
- الموقع الرسمي